# Canadá en los Juegos Mundiales de Chengdu 2025
Canadá fue uno de los países que compitió en los Juegos Mundiales de Chengdú 2025.

## Delegación
| N.º | Deporte                   | Hombres | Mujeres | Total |
| --- | ------------------------- | ------- | ------- | ----- |
| 1   | Billar                    | 0       | 1       | 1     |
| 2   | Disco volador             | 7       | 7       | 14    |
| 3   | Futbol bandera            | 0       | 12      | 12    |
| 4   | Florbol                   | 14      | 14      | 28    |
| 5   | Gimnasia                  | 1       | 2       | 3     |
| 6   | Ju-Jitsu                  | 2       | 1       | 3     |
| 7   | Karate                    | 0       | 2       | 2     |
| 8   | Kickboxing                | 0       | 1       | 1     |
| 9   | Lacrosse                  | 0       | 10      | 10    |
| 10  | Levantamiento de potencia | 3       | 5       | 8     |
| 11  | Motonáutica               | 0       | 2       | 2     |
| 12  | Orientación               | 4       | 0       | 4     |
| 13  | Raquetbol                 | 1       | 1       | 2     |
| 14  | Sóftbol                   | 15      | 15      | 30    |
| 15  | Tiro con arco             | 1       | 1       | 2     |
| 16  | Wushu                     | 1       | 1       | 2     |
| 17  | Wakeboarding              | 2       | 2       | 4     |
| --- | Total                     | 51      | 76      | 130   |

## Resultados

### Levantamiento de potencia
| Varonil        |                  |       |       |          |       |        |                   |
| Clifton Pho    | Peso ligero      | 235.0 | 147.5 | 318.0 WR | 700.5 | 109.75 | Medalla de bronce |
| Walter Cariazo | Peso pesado      | 300.0 | 212.5 | 352.5    | 865.0 | 106.97 | 6                 |
| Lucas Wiseman  | Peso súperpesado | 365.0 | 195.0 | 367.5    | 927.5 | 108.35 | 5                 |